# Gscheinzbach
Der Gscheinzbach (oder auch Gschinzbach) ist ein linker Nebenfluss des Kamps.
Er entspringt zwischen Klein-Burgstall und Eggendorf am Walde, bildet das Straßertal und mündet bei Hadersdorf in den Kamp.
Der Bach wird im Jahr 1073 als ad Zŏnza erstmals urkundlich erwähnt. Der Name ist vermutlich keltischen Ursprungs und leitet sich wohl vom urkeltischen *tend-o- für 'schneiden, brechen, spalten' ab.